# Sumki
Sumki (niem. Sumken) – osada w Polsce położona w województwie warmińsko-mazurskim, w powiecie piskim, w gminie Orzysz. Miejscowość wchodzi w skład sołectwa Pianki.

## Opis
W latach 1975–1998 miejscowość administracyjnie należała do województwa suwalskiego.
Osada położona przy drodze krajowej 63 na odcinku Orzysz - Giżycko. W pobliżu znajdują się dwa niewielkie jeziora: Kieplin (24 ha) oraz Przelestka lub Przechozdka (3 ha). Obecnie we wsi znajduje się kilka domów z początku XX w. Swego czasu istniał tu Ośrodek Sportowo-Rekreacyjny ze Stadniną Koni.

## Nazwa
W dokumencie lokacyjnym (1443) im Dorf Neuendorff. W dokumentach krzyżackich Sumbken, Kursintki oder Sompky, Kersunken (1498), Slompky, Sumpken. Na mapie Districtus Reinensis (1663) Józefa Naronowicza-Narońskiego - Somkiem.
Później nadal Sumbken i Sumken. Rozporządzeniem Ministra Administracji Publicznej z 17 października 1949 roku o przywróceniu i ustaleniu nazw miejscowości, nadano obowiązującą nazwę Sumki.

## Historia
Przywilej lokacyjny Sumek został nadany w 1443 roku, przez wielkiego mistrza Konrada von Erlichshausena, Wawrzyńcowi Polan. Dan w Rastemborku w sobotę po ś. Macieju apostole. Stało się to tego samego dnia, w którym został on również dziedzicznym sołtysem Nowej Wsi (Neuendorff) czyli obecnego Orzysza. W przywileju lokacyjnym Orzysza Wawrzyniec jest nazwany Polin, co najpewniej świadczy, że był Polakiem. Dobra służebne Sumki założone zostały na 10 łanach, na prawie magdeburskim z obowiązkiem jednej służby konnej z 10-letnią wolnizną. Potem wolni z Sumek musieli oddawać płużne. Zastrzeżono, że gdyby właściciele dóbr je opuścili i wyjechali za granicę, majątek miał przejść z powrotem w posiadanie Zakonu. W dokumentach z końca XV wieku Sumki wymieniane zostają jako Kursintki oder Sompky, a także Kersunken. Może to świadczyć o tym, że w tym czasie siedzieli w Sumkach Kurzątkowie. Sumki należały do parafii w Orzyszu, administracyjnie podlegały rewirowi w Grzegorzach.
W październiku 1656 roku Tatarzy uprowadzili w jasyr 2 mieszkańców Sumek, mężczyznę i kobietę.
Według danych opublikowanych w 1823 roku w Sumkach było 5 gospodarstw i mieszkało 29 osób. W 1857 roku Sumki liczyły 46 mieszkańców.
Do 1945 Sumki były przysiółkiem należącym do wsi Pianki obejmującym dwa duże gospodarstwa rolne.

## Zabytki
- Dawny cmentarz ewangelicki.

Najstarszy zachowany nagrobek: Marie Prystaw z domu Sczislo †1934.

## Turystyka
Przez Sumki przebiega szlak  rodzinny.